# ロバート・ショウ
ロバート・ショウ（Robert Shaw, 1927年8月9日 - 1978年8月28日）は、イギリスの俳優、作家。

## 来歴

### 生い立ち
英国ランカシャー州（現グレーター・マンチェスター）ウェストホートンで生まれる。父親は医師。幼い頃から文学や詩に親しむ一方、ラグビーやハンドボール、陸上競技に没頭するスポーツ少年でもあった。
医師を志してケンブリッジ大学に進学するための奨学生試験を受けているうちに、先にロンドンの王立演劇学校の奨学生に合格した。ジョン・ギールグッドに師事して演技を学ぶうちにその面白さに取り憑かれ、卒業後は由緒あるオールド・ヴィク座の団員となり、1949年に初舞台を踏む。その後、ロンドンやブロードウェイの劇場に出演する。舞台俳優としての道を歩み始める一方で、学校教師・スポーツライター・新聞書評欄の担当記者などさまざまな職を経験、少年時代から文学に親しんだこともあって、文筆業としての才能も発揮し始める。
俳優としてより先に作家として有名になり、小説や戯曲は世界各国で出版され、『戦場はどこだ!』のように映画化された作品もある。

### 映画デビュー

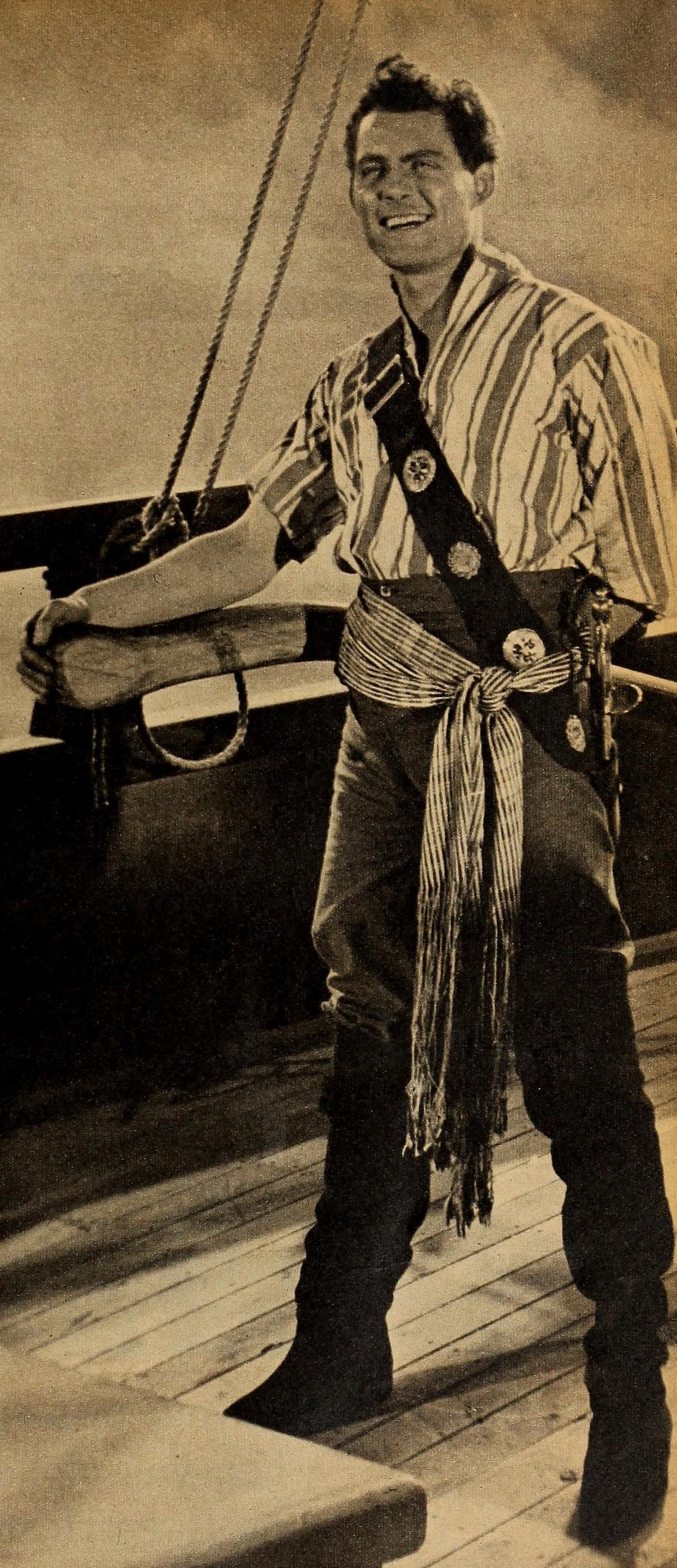
1957年

1951年の『ラベンダー・ヒル・モブ』に警察鑑識課員役で映画初出演した。しかし、クレジットにも名前が載らないエキストラ程度の端役であった。1955年の『暁の出撃』にリチャード・トッド扮する主人公の爆撃隊副操縦士役で出演、本格的にデビューした。その後、1956年から英米で放映開始（日本では1957年から放映）された『海賊船サルタナ』の主役に抜擢され、主人公キャプテン・ダン・テンペストを演じて知名度が上がった。

### 敵役から主役級へ
映画での出世作は1963年の『007 ロシアより愛をこめて』（日本初公開時タイトル『007 危機一発』、テレンス・ヤング監督）。この作品でショウはスペクターの殺し屋ドナルド・レッド・グラント役を演じ、脚光を浴びる。
1965年に出演したシネラマ大作『バルジ大作戦』（ケン・アナキン監督）ではヘンリー・フォンダ、ロバート・ライアン、ダナ・アンドリュースといった名だたるハリウッドの大スター達を向こうに回し、ドイツ軍戦車隊指揮官マルティン・ヘスラー大佐役を演じる。クレジットビリング（出演者序列）ではフォンダに一歩譲ったが、実質的主演者として一躍スターダムにのし上がった。
1966年の『わが命つきるとも』（フレッド・ジンネマン監督）ではヘンリー8世役の演技によりゴールデングローブ賞とアカデミー助演男優賞にノミネートされ、演技派として地位を確立した。
その後も『誕生パーティー』（1968年）、『雪崩』（1970年）等の実験的異色作から『カスター将軍』（1967年）、『空軍大戦略』（1969年）、『スティング』（1973年）、『ジョーズ』（1975年）、『ブラック・サンデー』（1976年）、『ナバロンの嵐』（1978年）等といった大作・話題作まで次々と出演。名実ともに名優として認識されるようになっていった。
第48回アカデミー賞授賞式（1976年）において、ウォルター・マッソー、ジョージ・シーガル、ゴールディ・ホーン、ジーン・ケリーらと共に司会を務めた。この年の授賞式では司会進行はリレー形式が採られ、ショウはマッソーからバトンタッチされる形での登場だった。さらにショウからシーガルとホーンのコンビにバトンタッチ、最後はケリーが務めた。

### 私生活
結婚は3回。1人目の妻とは離婚。2人目の妻・女優メアリー・ユーアと死別するなど悲劇にも見舞われたが、3人の妻との間に合計10人の子供を授かった。メアリーとの間に儲けた4人子供のうち、息子イアン・ショウは俳優として活動を続けている。

### 突然の死
マーク・ロブソン監督によるアクション大作『アバランチエクスプレス』撮影終了直後の1978年8月28日、自宅のあるアイルランドのメイヨー県ツアーメイカディで車を運転中に心臓発作を起こし死去。
『キネマ旬報』に隔週で連載されていた『“アバランチエクスプレス”撮影ルポ』はショウの急死を受け、1978年11月下旬号で追悼記事として撮影現場でのショウへのインタビューを中心に構成、掲載した。その中でショウはインタビュアーの黒井和男と戸田奈津子に対し、今後しばらくは俳優活動を休止して執筆活動に専念するつもりだと意欲的に語り、構想中の小説についても触れていたが、その死によって作品が書かれる機会は失われた。

## 逸話
- カメオ出演した『シンドバッド黄金の航海』の預言者オラクル役は当初オーソン・ウェルズが演じる予定だったが、撮影直前に突如ウェルズが降板したため、たまたま休暇でスペインを訪れていたショウにプロデューサーが連絡を取り、代役をオファーした。また、この役は特殊メイクと、特殊効果・合成画面での登場、しかもノンクレジットなのでショウが演じているということはほとんどの観客には判らなかった。この時、特殊な義歯を口に入れて撮影に臨んだショウだったが、ある特定の台詞の箇所になるとその義歯が外れてしまうため、メイク係が強力な接着剤でショウの歯に固定した。撮影は無事に済んだが、あまりに強力に接着されていたので、その撮影用義歯を外す際にショウの自前の（本物の）差し歯が取れてしまった。必死で謝罪するメイク係に、ショウは怒った様子も見せなかったという[5]。
- 『スティング』で演じたドイル・ロネガンが跛行なのは、撮影直前、プライベートでハンドボールのプレイ中に足を負傷したためである[6]。足を引きずって現場に現れ謝罪するショウを見た監督のジョージ・ロイ・ヒルが急遽、ロネガンを跛行の設定にした。
- 第48回アカデミー賞授賞式で司会進行役を務め、プレゼンターのテリー・サバラスを紹介した際、登場したサバラスはショウに「サンキュー、ボブ・・・ベイビー」と呼びかけた。“ロバート”の愛称である“ボブ”と、当時サバラスが出演していた『刑事コジャック』での決め台詞「ベイビー」とを掛けたジョークである。強面のベテラン俳優ふたりの掛け合いに会場は爆笑に包まれた。
- 遺作『アバランチエクスプレス』で演じたマレンコフが劇中で口ずさむ歌は、ロシアの古い民謡を基にショウ自身が作詞したものである[7]。
- 『アバランチエクスプレス』監督のマーク・ロブソンもまた、クランクアップ直後に急逝してしまったために、編集や音入れ等のポスト・プロダクションをスタッフが引き継いで映画は完成したが、その際、ショウのロシア語の台詞の吹き替えを担当したイタリア人俳優ロバート・リエッティにより、映画全編にわたるショウの台詞は、ロシア語なまりの英語台詞も含めすべて吹き替えられてしまった。このため、遺作ではあるが、この作品においてはショウの肉声を聞くことはできなくなっている。
- ショウの故郷ウェストホートンにあるウェザースプーンズ・パブは、彼にちなんで改名された[8]。

## 主な作品

### 映画
日本語吹替に於いてショウを専門に担当（所謂「持ち役」）していた特定の声優はいなかったが、内海賢二、穂積隆信、井上孝雄、森川公也等が複数の作品で担当した。
| 公開年 | 邦題 原題                                               | 役名                                                                    | 備考                           |
| ------ | ------------------------------------------------------- | ----------------------------------------------------------------------- | ------------------------------ |
| 1951年 | ラベンダー・ヒル・モブ The Lavender Hill Mob            | 鑑識課職員                                                              | ノンクレジット                 |
| 1955年 | 暁の出撃 The Dam Busters                                | イギリス空軍第617飛行中隊・隊長機副操縦士                               |                                |
| 1962年 | 巨艦いまだ沈まず The Valiant                            | イギリス戦艦バリアント号乗員：フィールド大尉                            |                                |
| 1963年 | 007 ロシアより愛をこめて From Russia with Love          | スペクターの殺し屋：ドナルド・“レッド”・グラント                        |                                |
| 1965年 | バルジ大作戦 Battle of the Bulge                        | ドイツ陸軍タイガー戦車隊隊長：マルティン・ヘスラー大佐                  |                                |
| 1966年 | わが命つきるとも A Man for All Seasons                  | イングランド王：ヘンリー8世                                             | アカデミー助演男優賞ノミネート |
| 1967年 | カスター将軍 Custer of the West                         | アメリカ陸軍第7騎兵隊隊長：ジョージ・アームストロング・カスター名誉少将 |                                |
| 1968年 | 誕生パーティー The Birthday Party                       | 下宿人：スタンリー・ウェッバー                                          |                                |
| 1969年 | 空軍大戦略 The Battle of Britain                        | イギリス空軍ラビット中隊隊長：“スキッパー”少佐                          |                                |
| 1969年 | ピサロ将軍 The Royal Hunt of the Sun                    | フランシスコ・ピサロ                                                    |                                |
| 1970年 | 雪崩 FIGURES IN A LANDSCAPE                             | マック                                                                  | 脚本も担当                     |
| 1971年 | 荒野のライフル A TOWN CALLED HELL                       | 司祭                                                                    |                                |
| 1971年 | 恐怖の影 A REFLECTION OF FEAR                           | マイケル                                                                |                                |
| 1972年 | 戦争と冒険 Young Winston                                | ウィンストン・チャーチルの父：ランドルフ・チャーチル卿                  |                                |
| 1973年 | シンドバッド黄金の航海 The Golden Voyage of Sinbad      | 預言者：全知のオラクル                                                  | ノンクレジット                 |
| 1973年 | スティング The Sting                                    | ドイル・ロネガン                                                        |                                |
| 1974年 | サブウェイ・パニック The Taking of Pelham One Two Three | 犯行グループのリーダー：ミスター・ブルー                                |                                |
| 1975年 | Mr. ダイヤモンド Diamonds                               | 双子：兄・チャールズ、弟・アール                                        | 二役                           |
| 1975年 | ジョーズ Jaws                                           | クイント                                                                |                                |
| 1976年 | ロビンとマリアン Robin and Marian                       | ノッティンガム代官                                                      |                                |
| 1976年 | カリブの嵐 The Scarlet Buccaneer                        | ブラーニーコック号船長：ネッド・レッド・リンチ                          |                                |
| 1977年 | ブラック・サンデー Black Sunday                         | イスラエル特殊部隊隊長：カバコフ少佐                                    |                                |
| 1977年 | ザ・ディープ The Deep                                   | 海洋のプロ：ローマー・トリース                                          |                                |
| 1978年 | ナバロンの嵐 Force 10 From Navarone                     | 登山家：キース・マロリー少佐                                            |                                |
| 1979年 | アバランチエクスプレス Avalanche Express                | ソビエト連邦国家安全委員会議長：セルゲイ・マレンコフ                    | 遺作                           |

### 舞台
- The Caretaker（1962年）
- The Physicists（1964年）
- The Man in the Glass Booth (1969年）
- Gantry（1970年）
- Old Times（1972年）
- Dance of Death（1974年）

### 著書
- The Hiding Place
- The Sun Doctor
- The Flag
- Situation Hopeless... But Not Serious（1965年）（小説）
- The Man in the Glass Booth（1969年）ISBN 0140030115

## 受賞歴

### アカデミー賞
ノミネート
1967年 アカデミー助演男優賞:『わが命つきるとも』

### 英国アカデミー賞
ノミネート
1973年 主演男優賞:『戦争と冒険』

### ゴールデングローブ賞
ノミネート
1967年 助演男優賞:『わが命つきるとも』

### ニューヨーク映画批評家協会賞
ノミネート
1973年 助演男優賞:『戦争と冒険』

### ナショナル・ボード・オブ・レビュー
受賞
1967年 助演男優賞:『わが命つきるとも』

## 参照
1. ↑  Wakeman, John; Stanley Kunitz (1975). World authors, 1950-1970: a companion volume to Twentieth century authors. Wilson. p. 1292. ISBN 0-8242-0419-0
2. ↑  “Full text of "The Player A Profile Of An Art"”.   Archive.org. 2010年10月7日閲覧。
3. ↑  “Robert Shaw, British Actor, Dies In Ireland”. The Post and Courier. (1978年8月29日) 2011年12月6日閲覧。
4. ↑  David Parkinson, "Shaw, Robert Archibald (1927–1978)", Oxford Dictionary of National Biography, Oxford University Press 2004; online edition 2007
5. ↑  「レイ・ハリーハウゼン大全」レイ・ハリーハウゼン,トニー・ダルトン著, 矢口誠翻訳・河出書房新社刊
6. ↑  “The Sting (1973)”. imdb.com. 2012年9月15日閲覧。
7. ↑  「キネマ旬報」1978年11月下旬号“娯楽大作「アバランチエクスプレス」の全貌を探る”
8. ↑  The Robert Shaw, Westhoughton | Our Pubs | J D Wetherspoon